# Brillon-en-Barrois
Brillon-en-Barrois is een gemeente in het Franse departement Meuse (regio Grand Est) en telt 602 inwoners (2004). De plaats maakt deel uit van het arrondissement Bar-le-Duc.

## Geografie
De oppervlakte van Brillon-en-Barrois bedraagt 11,3 km², de bevolkingsdichtheid is 53,3 inwoners per km².
De onderstaande kaart toont de ligging van Brillon-en-Barrois met de belangrijkste infrastructuur en aangrenzende gemeenten.

## Demografie
Onderstaande figuur toont het verloop van het inwonertal (bron: INSEE-tellingen).